# Горец живородящий
Горе́ц живородя́щий (лат. Persicaria vivipara) — вид многолетних травянистых растений рода Горец (Persicaria) семейства Гречишные (Polygonaceae), лекарственное растение. Встречается также под синонимичным названием Змеевик живородящий (лат. Bistorta vivipara).

## Ботаническое описание
Корневище твердое, клубневидное или иногда крючковато-загнутое, черно-бурое. Стебли высотой 5—30 см, прямостоячие. Прикорневые листья длинночерешковые, продолговатые или ланцетные, верхние стеблевые листья узколанцетные, заостренные, сидячие. Цветки на коротких ножках, беловатые или розоватые, собранные в колосовидные соцветия. Часть нижних цветков заменена клубнепочками.

## Распространение и экология
Вид распространен в Азии, Европе, Северной Америке.

## Химический состав
Содержит от абсолютно сухого вещества в %: золы 8,0, протеина 16,2, жира 3,1, клетчатки 15,2, БЭВ 56,5.
Содержание углеводов в надземных и подземных частях снижается от середины июля к середине августа. Углеводы в надземных частях в основном представлены сахаром, в подземных частях крахмалом. Изменение содержания углеводов в зависимости от времени показано в таблице ниже:
| Дата       | Число анализов | Надземные органы | Надземные органы | Надземные органы | Надземные органы | Надземные органы | Надземные органы |
| Дата       | Число анализов | крахмал          | всего сахаров    | всего углеводов  | крахмал          | всего сахаров    | всего углеводов  |
| ---------- | -------------- | ---------------- | ---------------- | ---------------- | ---------------- | ---------------- | ---------------- |
| 16 июля    | 3              | 3,30             | 8,70             | 12,0             | 11,9             | 10,7             | 22,6             |
| 15 августа | 4              | 1,15             | 6,35             | 7,5              | 11,8             | 7,4              | 19,2             |

## Значение и применение
Весной и летом хорошо поедается северными оленями (Rangifer tarandus). Поедается алтайским маралом (Cervus elaphus sibiricus), медведем, хорошо поедается овцами. По наблюдениям на Памире переносит выпас яков, которые поедают более высокие осоки и кобрезии, но не горец живородящий. Охотно поедается скотом.
Корневища употребляются в пищу и как суррогат чая. Едят их очищая от горьковатой кожицы, или варёными. По вкусу напоминают орехи.
С лечебной целью используют корневища горца живородящего. Применяют их при различных кровотечениях, в том числе внутренних, а также при поносах.

## Классификация

### Таксономия
- Persicaria vivipara (L.) Ronse Decr., 1998, Bot. J. Linn. Soc. 98: 368

Вид Горец живородящий относится к роду Горец (Persicaria) семейства Гречишные (Polygonaceae) порядка Гвоздичноцветные (Caryophyllales) последовательно входящего в клады Суперастериды → Эвдикоты → Цветковые растения. Таксономическая схема в соответствии с Системой APG IV по состоянию на декабрь 2023 года:
|  |                          |  |                                   |                                   |                     |  | еще 40 семейств | еще 40 семейств |                       |  |  |  | еще 65 подтвержденных видов и 209 видов в статусе "неподтвержденных" |
|  |                          |  |                                   |                                   |                     |  | еще 40 семейств | еще 40 семейств |                       |  |  |  | еще 65 подтвержденных видов и 209 видов в статусе "неподтвержденных" |
|  |                          |  |                                   | порядок Гвоздичноцветные          |                     |  |                 |                 | род Горец             |  |  |  |                                                                      |
|  |                          |  |                                   | порядок Гвоздичноцветные          |                     |  |                 |                 | род Горец             |  |  |  |                                                                      |
|  | клада Цветковые растения |  |                                   |                                   | семейство Гречишные |  |                 |                 | вид Горец живородящий |  |  |  |                                                                      |
|  | клада Цветковые растения |  |                                   |                                   | семейство Гречишные |  |                 |                 |                       |  |  |  |                                                                      |
|  |                          |  | ещё 63 порядка цветковых растений | ещё 63 порядка цветковых растений |                     |  |                 | еще 60 родов    | еще 60 родов          |  |  |  |                                                                      |
|  |                          |  |                                   | ещё 63 порядка цветковых растений |                     |  |                 |                 | еще 60 родов          |  |  |  |                                                                      |

### Синонимы
- Bistorta americana Raf.
- Bistorta insularis (Maximova) Soják
- Bistorta macounii Greene
- Bistorta vivipara (L.) Delarbre
- Bistorta vivipara (L.) Gray
- Bistorta vivipara f. ramosa Nakai
- Bistorta vivipara subsp. fugax (Small) Soják
- Bistorta vivipara subsp. macounii (Small ex Macoun) Soják
- Bistorta vivipara var. roessleri (Beck) F.Maek.
- Colubrina vivipara (L.) Montandon
- Polygonum macounii Small ex Macoun
- Polygonum viviparum L.
- Polygonum viviparum var. macounii (Small ex J.M.Macoun) Hultén